# Simulium carthusiense
Simulium carthusiense är en tvåvingeart som beskrevs av Jean Charles Marie Grenier och Dorier 1959. Simulium carthusiense ingår i släktet Simulium och familjen knott. Inga underarter finns listade i Catalogue of Life.